# Hynčice (kraj hradecki)
Hynčice – wieś w Czechach, w kraju hradeckim.
Mała górska wioska, położona nad Ścinawką (czes. Stěnava), w zachodniej części Kotliny Broumovskiej, w Sudetach Środkowych, na wschód od miejscowości Meziměstí na wysokości 400 m n.p.m. u południowo-zachodniego podnóża Gór Suchych (czes. Javoří hory), charakteryzująca się zwartą zabudową.
We wsi zachował się zabytek architektoniczny, jakim jest willa Heinzelów, dawnych właścicieli fabryki.

## Turystyka
Przez południowo-zachodnie obrzeża wsi, wzgórzami przechodzi szlak turystyczny:
- czerwony – prowadzący z Broumova do Broumowskich Ścian.

Przez wieś prowadzi trasa rowerowa.